# Potamos Gialias
Potamos Gialias este o arie protejată (sit de importanță comunitară — SCI) din Cipru întinsă pe o suprafață de 93,39 ha, integral pe uscat.

## Localizare
Centrul sitului Potamos Gialias este situat la coordonatele 34°58′41″N 33°19′54″E / 34.9781°N 33.3317°E.

## Înființare
Situl Potamos Gialias a fost declarat arie specială de conservare în baza directivei 92/43 din 1992 referitoare la conservarea habitatelor naturale și a faunei și florei sălbatice pentru a proteja 57 de specii de animale.

## Biodiversitate
Situată în ecoregiunea mediteraneană, aria protejată conține 10 habitate naturale: Râuri mediteraneene cu debit intermitent, cu specii de Paspalo-Agrostidion, Matorral arborescenți cu Zyziphus, Tufărișuri termo-mediteraneene și de pre-deșert, Sarcopoterium spinosum phryganas, Pseudostepă cu ierburi și specii anuale de Thero-Brachypodietea, Pajiști umede mediteraneene cu ierburi înalte de Molinio-Holoschoenion, Pante stâncoase silicioase cu vegetație casmofită, Galerii de Salix alba și de Populus alba, Galerii și tufărișuri riverane sudice (Nerio-Tamaricetea și Securinegion tinctoriae), Păduri de pin mediteraneene cu pini mezogeni endemici.
La baza desemnării sitului se află mai multe specii protejate:
- păsări (53): ciocârlie-de-câmp (Alauda arvensis), pescăruș albastru (Alcedo atthis), rață pitică (Anas crecca), rață mare (Anas platyrhynchos), fâsă-de-câmp (Anthus campestris), fâsă de luncă (Anthus pratensis), lăstunul mare (Apus apus), egretă mare (Ardea alba), stârc roșu (Ardea purpurea), șorecar mare (Buteo rufinus), ciocârlie-cu-degete-scurte (Calandrella brachydactyla), erete de stuf (Circus aeruginosus), erete vânăt (Circus cyaneus), erete alb (Circus macrourus), Clamator glandarius, dumbrăveancă (Coracias garrulus), cuc (Cuculus canorus), lăstun de casă (Delichon urbicum), egretă mică (Egretta garzetta), Emberiza caesia, presură sură (Emberiza calandra), măcăleandru (Erithacus rubecula), vânturel de seară (Falco vespertinus), cinteză (Fringilla coelebs), becațină comună (Gallinago gallinago), rândunică (Hirundo rustica), sfrâncioc roșiatic (Lanius collurio), sfrânciocul cu frunte neagră (Lanius minor), ciocârlie de pădure (Lullula arborea), prigoare (Merops apiaster), codobatură galbenă (Motacilla alba), codobatură de munte (Motacilla cinerea), codobatura galbenă (Motacilla flava), muscar sur (Muscicapa striata), stârc de noapte (Nycticorax nycticorax), Oenanthe cypriaca, pietrar mediteranean (Oenanthe hispanica), Oenanthe isabellina, pietrar sur (Oenanthe oenanthe), codroș de munte (Phoenicurus ochruros), pitulice de munte (Phylloscopus collybita), pitulice-fluierătoare (Phylloscopus trochilus), mărăcinar (Saxicola rubetra), mărăcinar negru (Saxicola torquatus), turturică (Streptopelia turtur), graur (Sturnus vulgaris), silvie cu cap negru (Sylvia atricapilla), silvie de câmp (Sylvia communis), silvie mediteraneană (Sylvia melanocephala), mierlă (Turdus merula), sturz-cântător (Turdus philomelos), strigă (Tyto alba), pupăză (Upupa epops)
- mamifere (2): liliacul mic cu potcoavă (Rhinolophus hipposideros), Rousettus aegyptiacus
- reptile (2): Mauremys rivulata, Natrix natrix cypriaca

Pe lângă speciile protejate, pe teritoriul sitului au mai fost identificate 7 specii de plante, 13 specii de păsări, 1 specie de amfibieni, 5 specii de reptile.